# Боевая робототехника
Боевая робототехника — Соревновательная дисциплина, разновидность соревнований роботов, в которой специально созданные машины, сражаются между собой, используя различные методы для выведения оппонента из строя. Боевые роботы как правило являются дистанционно управляемыми, а не автономными.
Соревнования по боям роботов неоднократно были представлены телевизионными шоу, наиболее известными из которых являются британское шоу «Robot Wars» и американское шоу «BattleBots». Эти шоу изначально транслировались в конце 1990-х — начале 2000-х годов и возродились в середине 2010-х годов. Наряду с телевизионными соревнованиями проводятся и более мелкие бои роботов для живой аудитории, например, те, которые организуют различные ассоциации робототехников.
Строители роботов, как правило, являются любителями, поэтому сложность и стоимость их машин могут существенно различаться. В боях роботов используются весовые категории, причем самые тяжелые роботы способны проявлять большую силу и разрушительные возможности. Правила соревнований разработаны для обеспечения безопасности строителей, операторов и зрителей, а также для обеспечения развлекательного зрелища. Арены для боя роботов, как правило, окружены пуленепробиваемым экраном.
Боевые роботы бывают разных конструкций, с разными стратегиями для победы в боях. Конструкции роботов обычно включают оружие для атаки противников, такое как топоры, молоты, флипперы и вращающиеся устройства. Правила почти всегда запрещают огнестрельное оружие, а также другие стратегии, не способствующие безопасности и удовольствию участников и зрителей.
В России существуют несколько чемпионатов по боевой робототехнике, самым крупным из которых является «Битва роботов»

## История
Одними из старейших соревнований роботов являются американские соревнования "Critter Crunch" (основаны около 1987-го года) в Денвере и "Robot Battles" (основаны в 1991-м году) проводимые на юго-востоке Соединенных Штатов. Оба мероприятия проводятся членами «Денверского общества сумасшедших учёных».
- 1987 — «Денверское общество сумасшедших учёных» впервые организовало соревнование "Critter Crunch"[1] на научно-фантастическом съезде «MileHiCon» в Денвере.
- 1990 — В Глазго прошла Первая Олимпиада роботов, организованная Институтом Тьюринга.
- 1991 — Келли Локхарт организовал первое соревнование "Robot Battles"[1] на научно-фантастическом съезде «Dragon Con» в Атланте.
- 1994 — Марк Торп организовал первое соревнование "Robot Wars" в Сан-Франциско[2]. Четыре ежегодных соревнования проводились с 1994 по 1997 год.
- 1997 — Права на название "Robot Wars" передаются британской телевизионной продюсерской компании Mentorn, которая в дальнейшем выпускает телешоу «Robot Wars» . В 1-м и 2-м сезонах шоу были представлены соревновательные игры и полосы препятствий, а также простые бои. Начиная с 3-го сезона бои между роботами становятся основным типом соревнований. В Великобритании «Robot Wars» транслировалось на протяжении 157 эпизодов в девяти сезонах (семь основных турнирных сезонов и два побочных сезона под заголовком «Extreme») с 1998 по 2003 год. Три спин-оффа были выпущены для Соединенных Штатов (2001–2002), два для Нидерландов (2001–2003) и один для Германии (2002).
- 1999 — Бывшие участники "Robot Wars" в США организуют новое соревнование под названием «BattleBots». Первый турнир состоялся в виде веб-трансляции, а второй турнир транслировался по кабельному каналу «Pay-per-view».
- 2000 — «BattleBots» становится еженедельной телевизионной программой на Comedy Central. Шоу будет длиться пять сезонов и закончится в 2002 году.
- 2001 — На телеканале The Learning Channel стартует шоу «Robotica». Формат шоу включает в себя испытания мощности, скорости и маневренности, а также боевые состязания. Шоу длилось три сезона и закончилось в 2002 году.
- 2002 — Основание "Лиги боевых роботов" (англ. Robot Fighting League, сокращённо "RFL"), регулирующего органа, состоящего из организаторов мероприятий по боям роботов в США, Канаде и Бразилии. Орган разрабатывает единый набор правил и продвигает этот вид спорта.
- 2003 — Основание "Ассоциации боевых роботов" (англ. Fighting Robots Association, сокращённо "FRA"), регулирующего органа, управляющего мероприятиями по бою роботов в Великобритании и Европе.
- 2003 — Команда Run Amok основала "Зал славы боевых роботов"[3], событие было приурочено у 9-й годовщине первого конкурса "Robot Wars" в Сан-Франциско.
- 2004 — Бои роботов в включены в программу мероприятия "ROBOlympics" проводимого в Сан-Франциско, в котором принимают участие представители разных стран.[4][5] Бои роботов на данном мероприятии проводились с 2004 по 2008 год.
- 2008 — "ROBOlympics" переименовывают в  "RoboGames", и хотя большинство мероприятий не связаны с боями, бои роботов играют важную роль в событии. Мероприятия "RoboGames" проводятся с 2008 по 2013, с 2015 по 2018 и с 2023 по 2024 год. Матчи по боям роботов транслируются в прямом эфире на Twitch с 2017 года.
- 2009 — Были проведены и отсняты три официальных соревнования "BattleBots" в надежде получить телевизионное спонсорство, однако никаких сделок не состоялось.
- 2013 — Выходит первый и единственный сезон шоу «Robot Combat League» , транслируемое по каналу Syfy, посвященное боям роботов.
- 2015 — «BattleBots» возвращается на телевидение, шоу в течение двух сезонов будет транслироваться на телеканале ABC.
- 2016 — «Robot Wars» возвращается на телевидение, шоу в течение трёх сезонов будет транслироваться на телеканале BBC 2.
- 2017 — Был проведён бой между гигантскими пилотируемыми роботами Eagle Prime (производство MegaBots Inc.) и Kuratas (производство Suidobashi Heavy Industries).[6]
- 2018 — После двухлетнего перерыва «BattleBots» снова возвращается на телевидение, шоу с этого момента и по сегодняшний день  транслируется на телеканалах Discovery Channel и Science Channel.
- 2018 — Первые сезоны четырёх шоу, посвящённых боям роботов («King of Bots», «Fighting my Bot», «This Is Fighting Robots» и «Clash Bots») выходят на китайском телевидении.
- 2018 — После закрытия «Robot Wars» на YouTube выходит любительское шоу «Bugglebots» в котором соревновалось много бывших участников «Robot Wars», «BattleBots» и «King of Bots». Шоу было посвящено боям роботов в жучином весе и продержалось 2 сезона.
- 2018 — Была основана "Лига роботов хаоса Норуолка" (англ. Norwalk Havoc Robot League, сокращённо "NHRL"), организация которая проводит и транслирует крупнейшее в мире боевое соревнование роботов в весе 3 фунтов.

## Правила
В соревнованиях участвуют дистанционно управляемые роботы, сражающиеся на специально построенной арене. Робот проигрывает, если он обездвижен, что может быть вызвано повреждениями, нанесенными другим роботом, его толкают в положение, в котором он не может двигаться (хотя неограниченные захваты или удержания обычно не допускаются), или его выбрасывают с арены если такое допускается правилами. Бои обычно имеют ограничение по времени, после которого, если ни один робот не побеждает, судья или судьи оценивают выступления, чтобы определить победителя.

### Весовые категории
Подобно весовым категориям в человеческих спортивных единоборствах, бои роботов проводятся в разных весовых категориях, однако ограничения на вес, даже в самом тяжелом классе соблюдаются намного более строже. Более тяжелые роботы выдают бо́льшую мощность и имеют более прочную броню, и, как правило, их сложнее и дороже строить.
Определения весовых категорий различаются в зависимости от соревнований. В таблице ниже показаны классификации для двух организаций: британской "FRA" и североамериканской "SPARC".
| Класс                                | "FRA"                | "SPARC"              |
| ------------------------------------ | -------------------- | -------------------- |
| Вес феи (англ. Fairyweight)          | н/д                  | 0,33 фунта (0,15 кг) |
| Муравьиный вес (англ. Antweight)     | 0,15 кг (0,33 фунта) | 1 фунт (0,45 кг)     |
| Жучиный вес (англ. Beetleweight)     | 1,5 кг (3,3 фунта)   | 3 фунта (1,4 кг)     |
| Вес богомола (англ. Mantisweight)    | н/д                  | 6 фунтов (2,7 кг)    |
| Любительский вес (англ. Hobbyweight) | н/д                  | 12 фунтов (5,4 кг)   |
| Собачий вес (англ. Dogeweight)       | н/д                  | 15 фунтов (6,8 кг)   |
| Полулёгкий вес (англ. Featherweight) | 13,6 кг (30 фунта)   | 30 фунтов (14 кг)    |
| Лёгкий вес(англ. Lightweight)        | 30 кг (66 фунтов)    | 60 фунтов (27 кг)    |
| Средний вес (англ. Middleweight)     | 55 кг (120 фунтов)   | 120 фунтов (54 кг)   |
| Тяжёлый вес (англ. Heavyweight)      | 110 кг (240 фунтов)  | 220 фунтов (100 кг)  |
| Альтернативный класс тяжеловесов     | н/д                  | 250 фунтов (110 кг)  |

### Ассоциации боевой робототехники
У этого вида спорта нет общего руководящего органа, хотя некоторые региональные ассоциации контролируют несколько мероприятий в качестве менеджеров или консультантов с опубликованными наборами правил. К ним относятся:
- "Лига боевых роботов" (англ. Robot Fighting League, сокращённо "RFL"), в основном США, 2002—2012
- "Национальная лига роботов хаоса" (англ. National Havoc Robot League, сокращённо "NHRL"), в основном США, с 2018 года по настоящее время. Крупнейшее соревнование по боям роботов в мире. Проводит соревнования в весовых категориях 3 фунта, 12 фунтов и 30 фунтов. Ранее, до 2023-го года, ассоциация была известна как "Лига роботов хаоса Норуолка" (англ. Norwalk Havoc Robot League)
- "Ассоциация боевых роботов" (англ. Fighting Robots Association, сокращённо "FRA"), Великобритания и Европа, 2003–настоящее время
- "Стандартизированные процедуры для продвижения боёв роботов" (англ. Standardised Procedures for the Advancement of Robot Combat, сокращённо "SPARC"), США, 2015–настоящее время[9].

Основные транслируемые по телевидению соревнования проводились за пределами этих ассоциаций.

## Вооружение и дизайн роботов
Эффективный боевой робот должен обладать каким-либо способом нанесения ущерба или контроля действий своего противника, в то же время он должен быть способным противостоять агрессии оппонента. Тактики, используемые операторами боевых роботов, и конструкции роботов, которые поддерживают эти тактики, многочисленны. Хотя некоторые роботы имеют несколько видов оружия, более успешные конкуренты концентрируются на одной форме атаки. Это список большинства основных типов оружия, которые когда-либо были замечены на соревнованиях. Большая часть вооружения роботов попадает в одну из следующих категорий:

### Неактивное оружие
Неактивное оружие не зависит от источника питания и не приводится в действие каким-либо мотором. Многие современные наборы правил, такие как перезагруженные версии BattleBots и Robot Wars, требуют, чтобы у роботов было активное оружие для улучшения визуального эффекта боёв, тем самым исключая определенные конструкции, такие как осевые роботы и твакботы, и требуя, чтобы другие конструкции, такие как клинья и толкатели, включали какой-либо другой вид оружия.
- Толкатель – или Таран, как правило такие роботы обладают мощным приводом и тяжёлой бронёй, тактика таких роботов заключается в том, чтобы многократно врезаться в противника, с надеждой повредить его оружие и внутренние компоненты. Толкательная сила таких роботов часто используется так же для того, чтобы затолкать оппонентов в ловушки арены.
- Клин — данная конструкция использует в качестве основного нападающего средства наклонную рампу с низким клиренсом, это позволяет подлезть под противника и разорвать его контакт с полом арены, что снижает его подвижность и позволяет легко столкнуть его в стену или ловушку арены.
- Ковш —
- Твакбот (англ. Thwackbot) —
  - Осевой робот (англ. Axlebot) —

### Тяжёлое вращающееся оружие
По другому этот тип оружия называют спиннерами. Представляют собой либо тяжёлый диск с цепляющими зубцами, либо тяжёлое лезвие вращающееся на высоких скоростях  Данный тип оружия считается самым разрушительным оружием на соревнованиях. 

#### Маховики
Так же называемые дисковыми спиннерами, представляет собой диск с цепляющими зубцами, количество зубцов на маховике у разных роботов может различаться, но наиболее популярны маховики с двумя зубцами и ассиметричные маховики с одним зубцом. Они могут располагаться как в горизонтальной, так и в вертикальной плоскости. Они обладают как правило большей массой чем лезвийные спиннеры, а следовательно и ударной силой, но восприимчивы к встречным ударам вражеского оружия (например вертикальный маховик уязвим для ударов горизонтального лезвийного спиннера). 

### Необычное вооружение и тактики
- Механизм самоподъёма (англ. self-righting mechanism, сокращённо SRiMech) — Не все конструкции роботов способны ехать в перевёрнутом состоянии (из за формы, вооружения или из за обоих факторов) и переворот таких роботов как правило гарантирует их выбывание из соревнования. Поэтому некоторые роботы оснащались специальными устройствами для самоподъёма, они не являлись оружием и использовались только для того, чтобы робот мог перевернуться обратно на колёса и избежать иммобилизации. Хотя обычно под механизмом самоподъёма понимают отдельное устройство, многие флипперы и подъёмники, а так же ряд топоров и вертикальных спиннеров могут использоваться для выполнения функций самоподъёмника.
- Запутывающие устройства —
- Огнемёты —
- Покрывающее оружие —
- Привязанные снаряды —
- Кластерный робот —
- Мини-боты —
- Газовый огнетушитель — Робот Rhino во время своего выступления в событии Robot Wars в 1997-м году имел на вооружении газовый огнетушитель, который был высокоэффективен для остановки работы двигателей внутреннего сгорания соперников. Газовое оружие такого рода было немедленно запрещено к использованию в будущих соревнованиях.[10]
- Пневматическая пушка — оружие такого рода было впервые использовано роботом Double Jeopardy - участником восьмого сезона «Battlebots». Робот выстреливал 5-фунтовой (2,3 кг) металлической болванкой со скоростью 190 миль в час (310 км/ч), прилагая силу 4500 фунтов (20 000 Ньютонов) при ударе. Однако этот робот не показал свою эффективность во время своего соревнования, так как у него был только один шанс нанести хороший удар, после чего ему приходилось полагаться только на толкание своих противников, что ему не удавалось. Впоследствии команда робота модернизировали пушку, сделав ее более мощной, и добавили возможность делать более одного выстрела, но, несмотря на дальнейшие улучшения, на момент своего последнего появления в 2021 году им была одержана только одна победа.[11]

## Способы передвижения
Как правило роботы для передвижения используют колёса, они очень эффективны на гладких поверхностях, используемых для типичных боевых состязаний роботов. Другие способы передвижения всплывают с различной частотой.
- Обратимая колёсная база  — частый способ расположения стандартных колёс, при ней колёса выступают не только с нижней, но и с верхней стороны корпуса робота, что позволяло роботу ехать и в перевёрнутом состоянии. Благодаря такой схеме роботу обычно не нужно было специальное устройство для самоподъёма, но как правило такая схема ограничивала доступность для такого робота к ряду эффективного вооружения. Другим недостатком подобных конструкций была открытость верхней и нижней сторон, что делало робота особенно уязвимым для атак сверху и вертикальных захватов. Робот Tornado, участник шоу «Robot Wars» и чемпион 6-го сезона, является прекрасным примером использования данного способа передвижения.

101 — участник шоу Robot Wars с 3 по 5 сезоны, типичный робот использующий гусеницы.

- Гусеничный ход — После колёс наиболее частый способ передвижения боевых роботов. Гусеницы обладают сильным сцеплением и совместимы с обратимой ходовой базой, обычно ими обладают роботы специализирующиеся на толкании оппонентов, однако гусеницы занимали бо́льший вес чем колёса и часто были уязвимы для оружия других роботов. Вдобавок с появлением более мощных приводов гусеницы постепенно утрачивали своё преимущество сцепления. Тем не менее их продолжали использовать из за их броского внешнего вида. Самым успешным гусеничным роботом считается участник шоу «BattleBots» - Bite Force, который дебютировал в 1-м сезоне-перезапуске и в своей первой итерации был гусеничным роботом с вертикальным захватом, ставший чемпионом 1-го сезона.
- Ходьба — Зрелище многоногого робота, идущего по арене в бой, как правило вызывает восторг у зрителей. Правила многих соревнований обычно давали шагающим роботам дополнительный весовой лимит, чтобы компенсировать их более медленную скорость, сложность приводного механизма и поощрять их строительство. Обычно под таким способом передвижения понимают ноги как у паука, подобными обладал робот Mechadon из ранних выпусков "BattleBots", но чаще создавались более простые шагающие системы, способствующие сохранению бо́льшего веса под броню и оружие. Это привело к тому, что в более поздних соревнованиях определение «ходьбы» стало более конкретизировано, что в свою очередь привело к тому, что многие конструкции были признаны негодными для получения весового бонуса:  чемпион "BattleBots" в тяжелом весе Son of Whyachi был так называемым "шаффлботом" - он использовал систему движения представляющую собой тасующиеся пластины с кулачковым приводом, которая, ввиду своей спорности, была быстро признана неподходящей для получения дополнительного веса на последующих соревнованиях.
- Гироскопическая прецессия —
- Всасывающий вентилятор —
- Магнитные колеса —
- Колёса Меканум —
- Омни-колёса —
- Катящаяся сфера —
- Катящаяся труба —
- Кулачковый привод — Роботов передвигающихся таким способом обычно зовут шаффлботами (англ. shufflebot). См. Ходьба.
- Щёточный привод — Как правило данный привод используется в особо лёгких весовых категориях в сочетании со спиннерами. Для данного типа передвижения используются специальные щётки, расположенные на нижней стороне робота (иногда и на верхней стороне, что даёт роботу инвертируемость), движение осуществлялось благодаря вибрациям создаваемым оружием робота. Щётки занимали малый вес, что является преимуществом, но такие роботы как правило очень сложно управляются. Участник соревнований NHRL в полулёгком весе, вооружённый горизонтальным спиннером робот Depth Charge для передвижения использовал щётки расположенные снизу и сверху корпуса.
- Магнитный привод с замедлением —
- Прыжки —
- Пропеллерный привод —

## Робо-сумо
Робо-сумо — родственный вид соревнований, в котором роботы пытаются вытолкнуть друг друга с ринга, а не уничтожить или вывести из строя. В отличие от дистанционно управляемых боевых роботов, машины в этих соревнованиях часто автоматизированы.